# Benjamin Chatton
Benjamin Chatton (* 13. März 1981 in Helmstedt) ist ein ehemaliger deutscher Handballmanager, der u. a. für den Handball-Bundesligisten TSV Hannover-Burgdorf als Geschäftsführer tätig war.

## Laufbahn
Benjamin Chatton schloss 2006 sein Sportmanagement-Studium als Diplom-Kaufmann an der Fachhochschule Ostfalia (am Standort Salzgitter) ab. Seine berufliche Karriere begann er zur Saison 2006/2007 als Geschäftsstellen- und Marketingleiter beim damaligen Handball-Bundesligisten Wilhelmshavener HV.
Zur Saison 2007/2008 wechselte Benjamin Chatton zum TBV Lemgo, bei dem er für zwei Jahre als kaufmännischer Leiter tätig war.
Vom 1. Juli 2009 bis zum 30. Juni 2011 arbeitete er als Geschäftsführer beim HBW Balingen-Weilstetten. Ab dem 1. Juli 2011 war er bis zum Ablauf der Saison 2017/2018 Geschäftsführer bei der TSV Hannover-Burgdorf. Er war nach Karsten Günther vom SC DHfK Leipzig der zweitjüngste Manager in der Handball-Bundesliga. Zeitgleich war er von 1. Februar 2017 bis zum 30. Juni 2018 als Geschäftsführer der TUI Arena / heutige ZAG Arena angestellt.
Vom 1. Juli 2018 bis 31. Dezember 2020 war Chatton in der Geschäftsführung der Konzertagentur Hannover Concerts tätig, mit den Bereichen Controlling, Verwaltung, Personal und Sportevents.
Ab 1. Januar 2020 war er beim Deutschen Handballbund als Vorstand für Finanzen & Recht tätig. Am Jahresende 2024 beendete er diese Tätigkeit. Im Jahr 2024 wurde er Manager der Handball-Nationalmannschaft.
Am 17. Mai 2021 wurde er zum Präsidenten des Stadtsportbundes Hannover gewählt. Seit 1. Juni 2022 ist er Vorstand beim Hannoverschen Rennverein.
Neben dem Studium spielte Benjamin Chatton viele Jahre für den MTV Braunschweig in der Regionalliga Nord. Zu Beginn seiner beruflichen Laufbahn spielte er für den TBV Lemgo II in der Regionalliga West.